# 斯图加特二队
斯图加特二队（德語：VfB Stuttgart II）是德国斯图加特足球俱乐部的预备队，目前参加德国足球西南地区联赛。其主场设于可容纳10,100人的加齐体育场。